# Calamotropha aeneiciliellus
Calamotropha aeneiciliellus is een vlinder uit de familie van de grasmotten (Crambidae). De wetenschappelijke naam van de soort is voor het eerst geldig gepubliceerd in 1930 door De Joannis.